# Liste der NAVTEX-Stationen
NAVTEX ist ein weltumspannendes Sendernetz für die Sicherheit in der Seefahrt, es ist Bestandteil des Global Maritime Distress Safety Systems (GMDSS). Die Weltmeere sind in 16 Navareas (international festgelegte Seewarngebiete) eingeteilt. Es ist eine Erweiterung um fünf weitere Navareas vorgesehen, die die arktischen Gewässer abdecken sollen. Stand 2006 sind mehr als 160 Sender in Betrieb. Die Sendezeiten der Navtex-Stationen in den Navareas sind aufeinander abgestimmt. So werden Störungen vermieden, die durch gleichzeitiges Senden von mehreren Stationen entstehen können.
NAVTEX-Stationen werden meist von den jeweiligen Ländern betrieben. Deutschland hat seit Sommer 2006 einen eigenen Sender in Pinneberg und sendet in englischer und deutscher Sprache. Die Sendepläne sind zunehmend zuverlässig. Alle hydrographischen Dienste (in Deutschland das BSH) veröffentlichen erforderlichenfalls Informationen zu Veränderungen beim NAVTEX-Betrieb.
Einige Stationen und Organisationen halten die aktuell gültigen NAVTEX-Meldungen ergänzend zur kurzen Funkausstrahlung auf Internetseiten zum wahlfreien Abruf bereit.

## Datenbeschreibung
Die Abkürzung der Länder in den folgenden Tabellen entspricht ISO 3166 (ALPHA-3). Es handelt sich um die Betreiberstaaten der Sender, nicht notwendigerweise um die Staaten der Senderstandorte. So werden etwa die Sender Niton, Ostende und Reykjavík von jeweils zwei Staaten betrieben.
Dist: die Reichweite des Sendesignals in Nautischen Meilen (1 NM = 1 sm = 1,852 km)
akt: Sender ist aktiv (ja/nein)

## Navarea 1 – Nordatlantik, Nord- und Ostsee
518 kHz (international)
| Kennung | Station                       | Karte | Breite        | Länge         | Sendezeiten (UTC)                        | Dist | akt |
| ------- | ----------------------------- | ----- | ------------- | ------------- | ---------------------------------------- | ---- | --- |
| A       | Svalbard (NOR)                | Karte | 78° 3′ 25″ N  | 13° 36′ 35″ E | 00:00, 04:00, 08:00, 12:00, 16:00, 20:00 | 450  | ja  |
| B       | Bodø (NOR)                    | Karte | 67° 16′ 0″ N  | 14° 22′ 60″ E | 00:10, 04:10, 08:10, 12:10, 16:10, 20:10 | 450  | ja  |
| D       | Tórshavn (FRO)                | Karte | 62° 0′ 54″ N  | 6° 48′ 0″ W   | 00:30, 04:40, 08:30, 12:30, 16:30, 20:30 | 250  | ja  |
| E       | Niton (GBR)                   | Karte | 50° 35′ 11″ N | 1° 15′ 17″ W  | 00:40, 04:40, 08:40, 12:40, 16:40, 20:40 | 270  | ja  |
| F       | Arkhangelsk (RUS)             | Karte | 64° 50′ 60″ N | 40° 16′ 60″ E | 02:00, 06:00, 10:00, 14:00, 18:00, 22:00 | 450  | ja  |
| G       | Cullercoats (GBR)             | Karte | 55° 4′ 24″ N  | 1° 27′ 48″ W  | 01:00, 05:00, 09:00, 13:00, 17:00, 21:00 | 450  | ja  |
| H       | Bjuröklubb (SWE)              | Karte | 64° 27′ 42″ N | 21° 35′ 31″ E | 01:10, 05:10, 09:10, 13:10, 17:10, 21:10 | 300  | ja  |
| I       | Grimeton (SWE)                | Karte | 57° 6′ 11″ N  | 12° 23′ 8″ E  | 01:20, 05:20, 09:20, 13:20, 17:20, 21:20 | 300  | ja  |
| J       | Gislövshammar (SWE)           | Karte | 55° 29′ 20″ N | 14° 18′ 51″ E | 01:30, 05:30, 09:30, 13:30, 17:30, 21:30 | 300  | ja  |
| K       | Niton (GBR)                   | Karte | 50° 35′ 11″ N | 1° 15′ 17″ W  | 01:40, 05:40, 09:40, 13:40, 17:40, 21:40 | 270  | ja  |
| L       | Rogaland (NOR)                | Karte | 58° 39′ 32″ N | 5° 36′ 14″ E  | 01:50, 05:50, 09:50, 13:50, 17:50, 21:50 | 450  | ja  |
| M       | Jeløya (NOR)                  | Karte | 59° 26′ 9″ N  | 10° 35′ 22″ E | 02:00, 06:00, 10:00, 14:00, 18:00, 22:00 | 150  | ja  |
| N       | Ørlandet (NOR)                | Karte | 63° 39′ 40″ N | 9° 32′ 44″ E  | 02:10, 06:10, 10:10, 14:10, 18:10, 22:10 | 450  | ja  |
| O       | Portpatrick (GBR)             | Karte | 54° 50′ 39″ N | 5° 7′ 28″ W   | 02:20, 06:20, 10:20, 14:20, 18:20, 22:20 | 270  | ja  |
| P       | Netherlands Coastguard (NLD)  | Karte | 52° 55′ 8″ N  | 4° 44′ 36″ E  | 02:30, 06:30, 10:30, 14:30, 18:30, 22:30 | 110  | ja  |
| Q       | Malin Head (IRL)              | Karte | 55° 21′ 48″ N | 7° 20′ 21″ W  | 02:40, 06:40, 10:40, 14:40, 18:40, 22:40 | 400  | ja  |
| R       | Reykjavík (ISL) via Saudanes  | Karte | 66° 11′ 11″ N | 18° 57′ 7″ W  | 02:50, 06:50, 10:50, 14:50, 18:50, 22:50 | 550  | ja  |
| S       | Pinneberg (DEU)               | Karte | 53° 40′ 24″ N | 9° 48′ 31″ E  | 03:00, 07:00, 11:00, 15:00, 19:00, 23:00 | 300  | ja  |
| T       | Oostende (BEL)                | Karte | 51° 10′ 56″ N | 2° 48′ 24″ E  | 03:10, 07:10, 11:10, 15:10, 19:10, 23:10 | 55   | ja  |
| U       | Tallinn (EST)                 | Karte | 59° 27′ 52″ N | 24° 21′ 26″ E | 03:20, 07:20, 11:20, 15:20, 19:20, 23:20 | 250  | ja  |
| V       | Vardø (NOR)                   | Karte | 70° 22′ 15″ N | 31° 5′ 51″ E  | 03:30, 07:30, 11:30, 15:30, 19:30, 23:30 | 450  | ja  |
| W       | Valentia (IRL)                | Karte | 51° 55′ 47″ N | 10° 20′ 57″ W | 03:40, 07:40, 11:40, 15:40, 19:40, 23:40 | 400  | ja  |
| X       | Reykjavík (ISL) via Grindavik | Karte | 63° 49′ 60″ N | 22° 27′ 3″ W  | 03:50, 07:50, 11:50, 15:50, 19:50, 23:50 | 550  | ja  |

490 kHz (national)
| Kennung | Station           | Karte | Breite        | Länge        | Sendezeiten (UTC)                        | Dist | akt |
| ------- | ----------------- | ----- | ------------- | ------------ | ---------------------------------------- | ---- | --- |
| B       | Oostende (BEL)    | Karte | 51° 10′ 56″ N | 2° 48′ 24″ E | 00:50, 04:50, 08:50, 12:50, 16:50, 20:50 | 55   | ja  |
| C       | Portpatrick (GBR) | Karte | 54° 50′ 39″ N | 5° 7′ 28″ W  | 00:20, 04:20, 08:20, 12:20, 16:20, 20:20 | 270  |     |
| E       | Saudanes (ISL)    | Karte | 66° 11′ 11″ N | 18° 57′ 7″ W | 00:40, 04:40, 08:40, 12:40, 16:40, 20:40 | 550  | ja  |
| I       | Niton (GBR)       | Karte | 50° 35′ 11″ N | 1° 15′ 17″ W | 01:20, 05:20, 09:20, 13:20, 17:20, 21:20 | 270  |     |
| K       | Grindavík (ISL)   | Karte | 63° 49′ 60″ N | 22° 27′ 3″ W | 01:40, 05:40, 09:40, 13:40, 17:40, 21:40 | 550  | ja  |
| L       | Pinneberg (DEU)   | Karte | 53° 40′ 24″ N | 9° 48′ 31″ E | 01:50, 05:50, 09:50, 13:50, 17:50, 21:50 | 300  | ja  |
| U       | Cullercoats (GBR) | Karte | 55° 4′ 24″ N  | 1° 27′ 48″ W | 03:20, 07:20, 11:20, 15:20, 19:20, 23:20 | 270  |     |

## Navarea 2 – Atlantik Ost
518 kHz (international)
| Kennung | Station                | Breite           | Länge            | Sendezeiten (UTC)                        | Dist | akt  |
| ------- | ---------------------- | ---------------- | ---------------- | ---------------------------------------- | ---- | ---- |
| A       | Cross Corsen (FRA)     | 48° 28' 33.71" N | 05° 03' 13.31" W | 00:00, 04:00, 08:00, 12:00, 16:00, 20:00 | 300  | ja   |
| D       | Coruna (ESP)           | 43° 22' 1.3" N   | 08° 27' 6.7" W   | 00:30, 04:30, 08:30, 12:30, 16:30, 20:30 | 400  | ja   |
| F       | Horta (POR)            | 38° 31' 47.54" N | 28° 37' 44.12" W | 00:50, 04:50, 08:50, 12:50, 16:50, 20:50 | 640  | ja   |
| G       | Tarifa (ESP)           | 36° 02' 31.2" N  | 05° 33' 23.78" W | 01:00, 05:00, 09:00, 13:00, 17:00, 21:00 | 400  | ja   |
| I       | Las Palmas (ESP)       | 27° 45' 30.68" N | 15° 36' 19.3" W  | 01:20, 05:20, 09:20, 13:20, 17:20, 21:20 | 400  | ja   |
| M       | Casablanca (MRC)       | 33° 36' N        | 07° 38' W        | 02:00, 06:00, 10:00, 14:00, 18:00, 22:00 | 180  | nein |
| P       | Porto Santo (POR)      | 33° 03' 58.6" N  | 16° 21' 19.5" W  | 02:30, 06:30, 10:30, 14:30, 18:30, 22:30 |      | nein |
| R       | Monsanto (POR)         | 38° 43' 53.8" N  | 09° 11' 26.2" W  | 02:50, 06:50, 10:50, 14:50, 18:50, 22:50 | 530  | ja   |
| U       | Ribeira de Vinha (CPV) | 16° 51' 11.62" N | 25° 00' 11.51" W | 03:20, 07:20, 11:20, 15:20, 19:20, 23:20 | 250  | ja   |

490 kHz (national)
| Kennung | Station            | Breite           | Länge            | Sendezeiten (UTC)                        | Dist | akt  |
| ------- | ------------------ | ---------------- | ---------------- | ---------------------------------------- | ---- | ---- |
| A       | Las Palmas (ESP)   | 27° 45' 30.68" N | 15° 36' 19.3" W  | 00:00, 04:00, 08:00, 12:00, 16:00, 20:00 |      | ja   |
| E       | Cross Corsen (FRA) | 48° 24' 50.6" N  | 04° 47' 17" W    | 00:40, 04:40, 08:40, 12:40, 16:40, 20:40 | 300  | ja   |
| G       | Monsanto (POR)     | 38° 43' 53.8" N  | 09° 11' 26.2" W  | 01:00, 05:00, 09:00, 13:00, 17:00, 21:00 | 530  | ja   |
| J       | Horta (POR)        | 38° 31' 47.54" N | 28° 37' 44.12" W | 01:30, 05:30, 09:30, 13:30, 17:30, 21:30 | 640  | nein |
| M       | Porto Santo (POR)  | 33° 03' 58.6" N  | 16° 21' 19.5" W  | 02:00, 06:00, 10:00, 14:00, 18:00, 22:00 |      | nein |
| M       | Cabo La Nao (ESP)  | 38° 43' 23.73" N | 0° 09' 40.92" E  | 02:00, 06:00, 10:00, 14:00, 18:00, 22:00 |      | ja   |
| P       | São Vicente (CPV)  | 16° 51' 11.62" N | 25° 00' 11.51" W | 02:30, 06:30, 10:30, 14:30, 18:30, 22:30 | 250  | ja   |
| T       | Niton (GBR)        | 50° 35' 10.67" N | 01° 15' 17.12" W | 03:10, 07:10, 11:10, 15:10, 19:10, 23:10 | 270  | ja   |
| T       | Tarifa (ESP)       | 36° 02' 31.2" N  | 05° 33' 23.78" W | 03:10, 07:10, 11:10, 15:10, 19:10, 23:10 |      | ja   |
| W       | Coruna (ESP)       | 43° 22' 1.3" N   | 08° 27' 6.7" W   | 03:40, 07:40, 11:40, 15:40, 19:40, 23:40 |      | ja   |

## Navarea 3 – Mittelmeer
518 kHz (international)
| Kennung | Station              | Breite       | Länge         | Sendezeiten (UTC)                        | Dist | akt  |
| ------- | -------------------- | ------------ | ------------- | ---------------------------------------- | ---- | ---- |
| A       | Noworossijsk (RUS)   | 44° 36'.00 N | 037° 58'.00 E | 00:00, 04:00, 08:00, 12:00, 16:00, 20:00 | 300  | ja   |
| B       | Algier (ALG)         | 36° 48'.23 N | 003° 15'.63 E | 00:10, 04:10, 08:10, 12:10, 16:10, 20:10 | 200  | ja   |
| C       | Odessa (UKR)         | 46° 22'.65 N | 030° 44'.85 E | 00:20, 04:20, 08:20, 12:20, 16:20, 20:20 | 280  | ja   |
| D       | Istanbul (TUR)       | 41° 04' N    | 028° 57' E    | 00:30, 04:30, 08:30, 12:30, 16:30, 20:30 | 400  | ja   |
| E       | Samsun (TUR)         | 41° 23' N    | 036° 11' E    | 00:40, 04:40, 08:40, 12:40, 16:40, 20:40 | 400  | ja   |
| F       | Antalya (TUR)        | 36° 09' N    | 032° 26' E    | 00:50, 04:50, 08:50, 12:50, 16:50, 20:50 | 400  | ja   |
| G       | Tarifa (SPN)         | 36° 02'.53 N | 005° 33'.38 W | 01:00, 05:00, 09:00, 13:00, 17:00, 21:00 | 300  | ja   |
| G       | Berdjansk (UKR)      | 46° 38'.17 N | 036° 45'.72 E | 01:00, 05:00, 09:00, 13:00, 17:00, 21:00 | 250  | ja   |
| G       | Fereydoonkenar (IRN) | 36° 42'.00 N | 052° 33'.00 E | 01:00, 05:00, 09:00, 13:00, 17:00, 21:00 | 250  | ja   |
| H       | Iraklio (GRC)        | 35° 19'.33 N | 025° 44'.92 E | 01:10, 05:10, 09:10, 13:10, 17:10, 21:10 | 400  | ja   |
| I       | Izmir (TUR)          | 38° 16' N    | 026° 16' E    | 01:20, 05:20, 09:20, 13:20, 17:20, 21:20 | 400  | ja   |
| J       | Warna (BUL)          | 43° 04'.01 N | 027° 47'.19 E | 01:30, 05:30, 09:30, 13:30, 17:30, 21:30 | 350  | ja   |
| K       | Kerkyra (GRC)        | 39° 36'.43 N | 019° 53'.47 E | 01:40, 05:40, 09:40, 13:40, 17:40, 21:40 | 400  | ja   |
| L       | Limnos (GRC)         | 39° 54'.41 N | 025° 10'.84 E | 01:50, 05:50, 09:50, 13:50, 17:50, 21:50 | 400  | ja   |
| M       | Zypern (CYP)         | 34° 44'.28 N | 032° 39'.52 E | 02:00, 06:00, 10:00, 14:00, 18:00, 22:00 | 200  | ja   |
| N       | Alexandria (EGY)     | 31° 11'.00 N | 029° 51'.00 E | 02:10, 06:10, 10:10, 14:10, 18:10, 22:10 | 350  | ja   |
| O       | Malta (MLT)          | 35° 50'.29 N | 014° 29'.38 E | 02:20, 06:20, 10:20, 14:20, 18:20, 22:20 | 400  | ja   |
| P       | Haifa (ISR)          | 32° 49'.90 N | 034° 58'.10 E | 02:30, 06:30, 10:30, 14:30, 18:30, 22:30 | 200  | ja   |
| Q       | Split (HRV)          | 43° 10'.54 N | 016° 25'.38 E | 02:40, 06:40, 10:40, 14:40, 18:40, 22:40 | 200  | ja   |
| R       | La Maddalena (ITA)   | 41° 13'.22 N | 009° 23'.57 E | 02:50, 06:50, 10:50, 14:50, 18:50, 22:50 | 320  | ja   |
| R       | Baku (AZE)           | 40° 19'.63 N | 050° 39'.74 E | 02:50, 06:50, 10:50, 14:50, 18:50, 22:50 | 320  | ja   |
| S       | Sirte (LYB)          |              |               | 03:00, 07:00, 11:00, 15:00, 19:00, 23:00 | 320  | nein |
| T       | Kelibia (TUN)        | 36° 48'.04 N | 011° 02'.29 E | 03:10, 07:10, 11:10, 15:10, 19:10, 23:10 | 270  | nein |
| T       | Malta (MLT)          | 35° 50'.29 N | 014° 29'.38 E | 03:10, 07:10, 11:10, 15:10, 19:10, 23:10 | 400  | ja   |
| U       | Mondolfo (ITA)       | 43° 44'.51 N | 013° 08'.33 E | 03:20, 07:20, 11:20, 15:20, 19:20, 23:20 | 320  | ja   |
| V       | Sellia Marina (ITA)  | 38° 52'.21 N | 016° 43'.06 E | 03:30, 07:30, 11:30, 15:30, 19:30, 23:30 | 320  | ja   |
| W       | Cross La Garde (FRA) | 43° 06'.33 N | 005° 59'.49 E | 03:40, 07:40, 11:40, 15:40, 19:40, 23:40 | 250  | ja   |
| W       | Astrachan (RUS)      | 45° 47'.00 N | 047° 33'.00 E | 03:40, 07:40, 11:40, 15:40, 19:40, 23:40 | 250  | ja   |
| X       | Cabo de la Nao (ESP) | 38° 43'.00 N | 000° 10'.55 E | 03:50, 07:50, 11:50, 15:50, 19:50, 23:50 | 220  | ja   |

490 kHz (national)
| Kennung | Station              | Breite          | Länge           | Sendezeiten (UTC)                        | Dist    | akt |
| ------- | -------------------- | --------------- | --------------- | ---------------------------------------- | ------- | --- |
| A       | Samsun (TUR)         | 41° 23' 12" N   | 36° 11' 18" E   | 00:00, 04:00, 08:00, 12:00, 16:00, 20:00 | 250–400 | ja  |
| B       | Istanbul (TUR)       | 41° 04' N       | 28° 57' E       | 00:10, 04:10, 08:10, 12:10, 16:10, 20:10 | 250–400 | ja  |
| C       | Izmir (TUR)          | 38° 16' 33" N   | 26° 16' 03" E   | 00:20, 04:20, 08:20, 12:20, 16:20, 20:20 | 250–400 | ja  |
| D       | Antalya (TUR)        | 36° 09' 09" N   | 32° 26' 24" E   | 00:30, 04:30, 08:30, 12:30, 16:30, 20:30 | 250–400 | ja  |
| E       | Mondolfo (ITA)       | 43° 44' 52" N   | 13° 08' 30" E   | 00:40, 04:40, 08:40, 12:40, 16:40, 20:40 | 320     | ja  |
| F       | Split (HRV)          |                 |                 |                                          |         | ja  |
| I       | La Maddalena (ITA)   | 41° 13' 22" N   | 9° 23' 56" E    | 01:20, 05:20, 09:20, 13:20, 17:20, 21:20 | 320     | ja  |
| L       | Constanța (ROU)      | 44° 06' 19" N   | 28° 37' 49.4" E | 01:50, 05:50, 09:50, 13:50, 17:50, 21:50 | 400     | ja  |
| S       | Cross La Garde (FRA) | 43° 06' 15.5" N | 05° 59' 29" E   | 03:00, 07:00, 11:00, 15:00, 19:00, 23:00 | 250     | ja  |
| W       | Sellia Marina (ITA)  | 38° 52' 23" N   | 16° 43' 11" E   | 03:40, 07:40, 11:40, 15:40, 19:40, 23:40 | 320     | ja  |

## Navarea 4 – Atlantik West
518 kHz (international)
| Kennung | Station                     | Breite           | Länge            | Sendezeiten (UTC)                        | Dist | akt |
| ------- | --------------------------- | ---------------- | ---------------- | ---------------------------------------- | ---- | --- |
| A       | Miami (USA)                 | 25° 37' 34.41" N | 80° 23' 0.28" W  | 00:00, 04:00, 08:00, 12:00, 16:00, 20:00 | 240  | ja  |
| B       | Bermuda Harbour (BER)       | 32° 22' 49.4" N  | 64° 40' 58" W    | 00:10, 04:10, 08:10, 12:10, 16:10, 20:10 | 280  | ja  |
| C       | Rivière-au-Renard (CAN)     | 50° 11' 42" N    | 66° 06' 35.6" W  | 00:20, 04:20, 08:20, 12:20, 16:20, 20:20 | 300  | ja  |
| E       | Savannah (USA)              | 32° 08' 22.65" N | 81° 41' 48.56" W | 00:40, 04:40, 08:40, 12:40, 16:40, 20:40 | 200  | ja  |
| F       | Boston (USA)                | 41° 42' 35.4" N  | 70° 29' 54.07" W | 00:45, 04:45, 08:45, 12:45, 16:45, 20:45 | 200  | ja  |
| G       | New Orleans (USA)           | 29° 53' 4.65" N  | 89° 56' 44.2" W  | 00:45, 04:45, 08:45, 12:45, 16:45, 20:45 | 200  | ja  |
| H       | Wiarton (CAN)               | 44° 56' 13.6" N  | 81° 14' 0.48" W  | 01:10, 05:10, 09:10, 13:10, 17:10, 21:10 | 300  | ja  |
| H       | Curacao (NLD)               | 12° 10' 23.51" N | 68° 51' 53.71" W | 01:10, 05:10, 09:10, 13:10, 17:10, 21:10 | 400  | ja  |
| N       | Portsmouth (USA)            | 36° 43' 34.83" N | 76° 00' 28.42" W | 01:30, 05:30, 09:30, 13:30, 17:30, 21:30 | 280  | ja  |
| O       | St. John’s (CAN)            | 47° 36' 40" N    | 52° 40' 1" W     | 02:20, 06:20, 10:20, 14:20, 18:20, 22:20 | 300  | ja  |
| P       | Thunder Bay (CAN)           | 48° 33' 48.65" N | 88° 39' 22.72" W | 02:30, 06:30, 10:30, 14:30, 18:30, 22:30 | 300  | ja  |
| Q       | Sydney (Nova Scotia) (CAN)  | 46° 11' 8.66" N  | 59° 35' 35.79" W | 02:40, 06:40, 10:40, 14:40, 18:40, 22:40 | 300  | ja  |
| R       | Isabella (USA)              | 18° 28' 0.06" N  | 67° 04' 18.55" W | 02:00, 06:00, 10:00, 14:00, 18:00, 22:00 | 200  | ja  |
| T       | Iqaluit (CAN)               | 63° 43' 53" N    | 68° 32' 35.4" W  | 03:10, 07:10, 11:10, 15:10, 19:10, 23:10 | 300  | ja  |
| U       | Saint John (Yarmouth) (CAN) | 43° 44' 39.32" N | 66° 07' 18.43" W | 03:20, 07:20, 11:20, 15:20, 19:20, 23:20 | 300  | ja  |
| W       | Kook Island (Nuuk) (DNK)    | 64° 04' 01.26" N | 52° 00' 45.4" W  | 03:40, 07:40, 11:40, 15:40, 19:40, 23:40 | 400  | ja  |
| X       | Labrador (CAN)              | 53° 42' 31" N    | 57° 01' 18" W    | 03:50, 07:50, 11:50, 15:50, 19:50, 23:50 | 300  | ja  |

490 kHz (national)
| Kennung | Station                    | Breite           | Länge            | Sendezeiten (UTC)                        | Dist | akt |
| ------- | -------------------------- | ---------------- | ---------------- | ---------------------------------------- | ---- | --- |
| D       | Rivière-au-Renard (CAN)    | 50° 11' 42" N    | 66° 06' 35.6" W  | 00:35, 04:35, 08:35, 12:35, 16:35, 20:35 | 300  | ja  |
| J       | Sydney (Nova Scotia) (CAN) | 46° 11' 8.66" N  | 59° 35' 35.79" W | 02:55, 06:55, 10:55, 14:55, 18:55, 22:55 | 300  | ja  |
| S       | Iqaluit (CAN)              | 63° 43' 53" N    | 68° 32' 35.4" W  | 03:00, 07:00, 11:00, 15:00, 19:00, 23:00 | 300  | ja  |
| V       | Yarmouth (CAN)             | 43° 44' 39.32" N | 66° 07' 18.43" W | 03:35, 07:35, 11:35, 15:35, 19:35, 23:35 | 300  | ja  |

## Navarea 5 – Brasilien
Keine NAVTEX-Stationen verfügbar.

## Navarea 6 – Argentinien, Uruguay
518 kHz (international)
| Kennung | Station                  | Breite    | Länge     | Sendezeiten (UTC)                        | Dist | akt  |
| ------- | ------------------------ | --------- | --------- | ---------------------------------------- | ---- | ---- |
| F       | La Paloma (URG)          | 34° 40' S | 54° 09' W | 00:50, 04:50, 08:50, 12:50, 16:50, 20:50 | 280  | ja   |
| M       | Ushuaia (ARG)            | 54° 48' S | 68° 18' W | 02:00, 06:00, 10:00, 14:00, 18:00, 22:00 | 280  | nein |
| N       | Río Gallegos (ARG)       | 51° 37' S | 69° 13' W | 02:10, 06:10, 10:10, 14:10, 18:10, 22:10 | 280  | ja   |
| O       | Comodoro Rivadavia (ARG) | 45° 51' S | 67° 25' W | 02:20, 06:20, 10:20, 14:20, 18:20, 22:20 | 280  | ja   |
| P       | Bahía Blanca (ARG)       | 38° 43' S | 62° 06' W | 02:30, 06:30, 10:30, 14:30, 18:30, 22:30 | 280  | ja   |
| Q       | Mar del Plata (ARG)      | 38° 03' S | 57° 32' W | 02:40, 06:40, 10:40, 14:40, 18:40, 22:40 | 280  | ja   |
| R       | Buenos Aires (ARG)       | 34° 36' S | 58° 22' W | 02:50, 06:50, 10:50, 14:50, 18:50, 22:50 | 560  | ja   |

490 kHz (national)
| Kennung | Station                  | Breite    | Länge     | Sendezeiten (UTC)                        | Dist | akt  |
| ------- | ------------------------ | --------- | --------- | ---------------------------------------- | ---- | ---- |
| A       | La Paloma (URG)          | 34° 40' S | 54° 09' W | 00:00, 04:00, 08:00, 12:00, 16:00, 20:00 | 280  | ja   |
| A       | Ushuaia (ARG)            | 54° 48' S | 68° 18' W | 00:00, 04:00, 08:00, 12:00, 16:00, 20:00 | 280  | ja   |
| B       | Río Gallegos (ARG)       | 51° 37' S | 69° 13' W | 00:10, 04:10, 08:10, 12:10, 16:10, 20:10 | 280  | nein |
| C       | Comodoro Rivadavia (ARG) | 45° 51' S | 67° 25' W | 00:20, 04:20, 08:20, 12:20, 16:20, 20:20 | 280  | nein |
| D       | Bahía Blanca (ARG)       | 38° 43' S | 62° 06' W | 00:30, 04:30, 08:30, 12:30, 16:30, 20:30 | 280  | nein |
| E       | Mar del Plata (ARG)      | 38° 03' S | 57° 32' W | 00:40, 04:40, 08:40, 12:40, 16:40, 20:40 | 280  | nein |
| F       | Buenos Aires (ARG)       | 34° 36' S | 58° 22' W | 00:50, 04:50, 08:50, 12:50, 16:50, 20:50 | 560  | nein |

## Navarea 7 – Südafrika
518 kHz (international)
| Kennung | Station             | Breite           | Länge            | Sendezeiten (UTC)                        | Dist | akt |
| ------- | ------------------- | ---------------- | ---------------- | ---------------------------------------- | ---- | --- |
| B       | Walfischbucht (NMB) | 23° 03' 23.94" S | 14° 37' 27.6" E  | 00:10, 04:10, 08:10, 12:10, 16:10, 20:10 | 378  | ja  |
| C       | Kapstadt (AFS)      | 33° 41' 06.46" S | 18° 42' 46.66" E | 00:20, 04:20, 08:20, 12:20, 16:20, 20:20 | 500  | ja  |
| I       | Gqeberha (AFS)      | 34° 02' 12.2" S  | 25° 33' 21" E    | 01:20, 05:20, 09:20, 13:20, 17:20, 21:20 | 500  | ja  |
| O       | Durban (AFS)        | 29° 48' 17.4" S  | 30° 48' 56.28" E | 02:20, 06:20, 10:20, 14:20, 18:20, 22:20 | 500  | ja  |

## Navarea 8 – Indien
518 kHz (international)
| Kennung | Station         | Breite           | Länge            | Sendezeiten (UTC)                        | Dist | akt |
| ------- | --------------- | ---------------- | ---------------- | ---------------------------------------- | ---- | --- |
| C       | Mauritius (MAU) | 20° 10' 01.52" S | 57° 28' 41.38" E | 00:20, 04:20, 08:20, 12:20, 16:20, 20:20 | 400  | ja  |
| G       | Bombay (IND)    | 19° 04' 59.66" S | 72° 50' 2.52" E  | 01:00, 05:00, 09:00, 13:00, 17:00, 21:00 | 300  | ja  |
| P       | Madras (IND)    | 13° 04' 58" S    | 80° 17' 14" E    | 02:30, 06:30, 10:30, 14:30, 18:30, 22:30 | 300  | ja  |

## Navarea 9 – Arabien
518 kHz (international)
| Kennung | Station                   | Karte | Breite        | Länge         | Sendezeiten (UTC)                        | Dist | akt  |
| ------- | ------------------------- | ----- | ------------- | ------------- | ---------------------------------------- | ---- | ---- |
| A       | Buschehr (IRN)            | Karte | 28° 58′ 60″ N | 50° 49′ 0″ E  | 00:00, 04:00, 08:00, 12:00, 16:00, 20:00 | 300  | ja   |
| B       | Hamala (BHR)              | Karte | 26° 9′ 32″ N  | 50° 28′ 21″ E | 00:10, 04:10, 08:10, 12:10, 16:10, 20:10 | 300  | ja   |
| D       | Salalah (OMA)             | Karte | 17° 1′ 54″ N  | 54° 15′ 40″ E | 00:30, 04:30, 08:30, 12:30, 16:30, 20:30 | 400  | nein |
| F       | Bandar Abbas (IRN)        | Karte | 27° 6′ 0″ N   | 56° 2′ 60″ E  | 00:50, 04:50, 08:50, 12:50, 16:50, 20:50 | 300  | ja   |
| H       | Dschidda (ARS)            | Karte | 21° 22′ 60″ N | 39° 10′ 0″ E  | 01:10, 05:10, 09:10, 13:10, 17:10, 21:10 | 390  | nein |
| M       | Muscat (OMA)              | Karte | 23° 36′ 46″ N | 58° 30′ 16″ E | 02:00, 06:00, 10:00, 14:00, 18:00, 22:00 | 270  | nein |
| P       | Karachi (PAK)             | Karte | 24° 52′ 46″ N | 67° 9′ 56″ E  | 02:30, 06:30, 10:30, 14:30, 18:30, 22:30 | 400  | nein |
| V       | Quseir (EGY)              | Karte | 26° 6′ 0″ N   | 34° 16′ 60″ E | 03:30, 07:30, 11:30, 15:30, 19:30, 23:30 | 400  | ja   |
| W       | Umm Qasr (IRQ)            | Karte | 30° 1′ 60″ N  | 47° 55′ 60″ E |                                          |      | ja   |
| X       | Serapeum (Ismailia) (EGY) | Karte | 30° 28′ 0″ N  | 32° 22′ 0″ E  | 03:50, 07:50, 11:50, 15:50, 19:50, 23:50 | 200  | ja   |

## Navarea 10 – Australien
Keine NAVTEX-Stationen verfügbar.
Australien verbreitet seine Meldungen (Maritime Safety Information – MSI) ausschließlich über Inmarsat-C per EGC (Enhanced Group Call) im SafetyNet.

## Navarea 11 – Asien Ost
518 kHz (international)
Achtung: Station W (Hai Phong) sendet auf 4209,5 kHz
| Kennung | Station                 | Breite           | Länge             | Sendezeiten (UTC)                        |
| ------- | ----------------------- | ---------------- | ----------------- | ---------------------------------------- |
| A       | Jayapura (INS)          | 02° 31' S        | 140° 43' E        | 00:00, 04:00, 08:00, 12:00, 16:00, 20:00 |
| B       | Ambon (INS)             | 03° 42' S        | 128° 12' E        | 00:10, 04:10, 08:10, 12:10, 16:10, 20:10 |
| C       | Singapur (SNG)          | 01° 20' N        | 103° 42' E        | 00:20, 04:20, 08:20, 12:20, 16:20, 20:20 |
| D       | Makassar (INS)          | 05° 06' S        | 119° 26' E        | 00:30, 04:30, 08:30, 12:30, 16:30, 20:30 |
| E       | Jakarta (INS)           | 06° 07' S        | 106° 52' E        | 00:40, 04:40, 08:40, 12:40, 16:40, 20:40 |
| E       | Hungnam (KRE)           | 39° 49' 59.42" N | 127° 41' 8.16" E  |                                          |
| F       | Bangkok (THA)           | 13° 01' 28" N    | 100° 01' 11.04" E | 00:50, 04:50, 08:50, 12:50, 16:50, 20:50 |
| G       | Naha (JPN)              | 26° 09' N        | 127° 46' E        | 01:00, 05:00, 09:00, 13:00, 17:00, 21:00 |
| H       | Moji (JPN)              | 33° 57' N        | 130° 58' E        | 01:10, 05:10, 09:10, 13:10, 17:10, 21:10 |
| I       | Puerto Princesa (PHL)   | 09° 44' N        | 118° 43' E        | 01:20, 05:20, 09:20, 13:20, 17:20, 21:20 |
| I       | Yokohama (JPN)          | 35° 26' N        | 139° 38' E        | 01:20, 05:20, 09:20, 13:20, 17:20, 21:20 |
| J       | Manila (PHL)            | 14° 35' N        | 121° 03' E        | 01:30, 05:30, 09:30, 13:30, 17:30, 21:30 |
| J       | Otaru (JPN)             | 43° 12' N        | 141° 00' E        | 01:30, 05:30, 09:30, 13:30, 17:30, 21:30 |
| K       | Davao City (PHL)        | 07° 04' N        | 125° 36' E        | 01:40, 05:40, 09:40, 13:40, 17:40, 21:40 |
| K       | Kushiro (JPN)           | 42° 59' N        | 144° 23' E        | 01:40, 05:40, 09:40, 13:40, 17:40, 21:40 |
| L       | Hongkong (HKG)          | 22° 12' 33" N    | 114° 15' 22" E    | 01:50, 05:50, 09:50, 13:50, 17:50, 21:50 |
| M       | Sanya (CHN)             | 18° 13' 56" N    | 109° 29' 45" E    | 02:00, 06:00, 10:00, 14:00, 18:00, 22:00 |
| N       | Guangzhou (CHN)         | 23° 09' N        | 113° 29' E        | 02:10, 06:10, 10:10, 14:10, 18:10, 22:10 |
| O       | Fuzhou (CHN)            | 26° 01' 42.76" N | 119° 18' 19.6" E  | 02:20, 06:20, 10:20, 14:20, 18:20, 22:20 |
| P       | Da Nang (VTN)           | 16° 05' N        | 108° 14' E        | 02:30, 06:30, 10:30, 14:30, 18:30, 22:30 |
| P       | Chilung (TWN)           | 25° 09' N        | 121° 44' E        | 02:30, 06:30, 10:30, 14:30, 18:30, 22:30 |
| P       | Kaohsiung (TWN)         | 22° 29' N        | 120° 25' E        | 02:30, 06:30, 10:30, 14:30, 18:30, 22:30 |
| Q       | Shanghai (CHN)          | 31° 06' 32" N    | 121° 32' 39" E    | 02:40, 06:40, 10:40, 14:40, 18:40, 22:40 |
| R       | Dalian (CHN)            | 38° 50' 42.88" N | 121° 31' 05" E    | 02:50, 06:50, 10:50, 14:50, 18:50, 22:50 |
| S       | Sandakan (MLA)          | 05° 53' 45.19" N | 118° 00' 10.98" E | 03:00, 07:00, 11:00, 15:00, 19:00, 23:00 |
| T       | Miri (MLA)              | 04° 26' 16.8" N  | 114° 01' 15.2" E  | 03:10, 07:10, 11:10, 15:10, 19:10, 23:10 |
| U       | Penang (MLA)            | 05° 25' 30" N    | 100° 24' 11" E    | 03:20, 07:20, 11:20, 15:20, 19:20, 23:20 |
| V       | Guam (GUM)              | 13° 28' 28.02" N | 144° 50' 39.8" E  | 01:00, 05:00, 09:00, 13:00, 17:00, 21:00 |
| V       | Jukbyeon (KOR)          | 37° 03' N        | 129° 25' E        | 03:30, 07:30, 11:30, 15:30, 19:30, 23:30 |
| W       | Byeonsan (KOR)          | 35° 36' N        | 126° 29' E        | 03:40, 07:40, 11:40, 15:40, 19:40, 23:40 |
| X       | Ho-Chi-Minh-Stadt (VTN) | 10° 42' 11.94" N | 106° 43' 44.9" E  | 03:50, 07:50, 11:50, 15:50, 19:50, 23:50 |

490 kHz (national)
| Kennung | Station         | Breite          | Länge            | Sendezeiten (UTC)                        | Dist | akt |
| ------- | --------------- | --------------- | ---------------- | ---------------------------------------- | ---- | --- |
| J       | Jukbyeon (KOR)  | 37° 03' N       | 129° 25' E       | 01:30, 05:30, 09:30, 13:30, 17:30, 21:30 | 200  | ja  |
| K       | Byeonsan (KOR)  | 35° 36' N       | 126° 29' E       | 01:40, 05:40, 09:40, 13:40, 17:40, 21:40 | 200  | ja  |
| W       | Hai Phong (VTN) | 20° 51' 2.94" N | 106° 44' 1.72" E | 02:30, 06:30, 10:30, 14:30, 18:30, 22:30 | 400  | ja  |

424 kHz (Sendungen in japanischer Sprache)
| Kennung | Station        | Breite    | Länge      | Sendezeiten (UTC)                        | Dist | akt |
| ------- | -------------- | --------- | ---------- | ---------------------------------------- | ---- | --- |
| G       | Naha (JPN)     | 26° 05' N | 127° 40' E | 00:00, 04:00, 08:00, 12:00, 16:00, 20:00 | 400  | ja  |
| H       | Moji (JPN)     | 34° 01' N | 130° 56' E | 00:17, 04:17, 08:17, 12:17, 16:17, 20:17 | 400  | ja  |
| I       | Yokohama (JPN) | 35° 14' N | 139° 55' E | 00:34, 04:34, 08:34, 12:34, 16:34, 20:34 | 400  | ja  |
| J       | Otaru (JPN)    | 43° 19' N | 140° 27' E | 00:51, 04:51, 08:51, 12:51, 16:51, 20:51 | 400  | ja  |
| K       | Otaru (JPN)    | 42° 57' N | 144° 36' E | 01:08, 05:08, 09:08, 13:08, 17:08, 21:08 | 400  | ja  |

## Navarea 12 – Pazifik Ost
518 kHz (international)
| Kennung | Station             | Breite           | Länge             | Sendezeiten (UTC)                        |
| ------- | ------------------- | ---------------- | ----------------- | ---------------------------------------- |
| C       | San Francisco (USA) | 37° 55' 32.66" N | 122° 44' 2.6" W   | 00:00, 04:00, 08:00, 12:00, 16:00, 20:00 |
| D       | Prince Rupert (CAN) | 54° 17' 54.67" N | 130° 25' 3.61" W  | 00:30, 04:30, 08:30, 12:30, 16:30, 20:30 |
| H       | Tofino (CAN)        | 48° 55' 31.72" N | 125° 32' 25.1" W  | 01:10, 05:10, 09:10, 13:10, 17:10, 21:10 |
| J       | Kodiak (ALS)        | 57° 46' 53.78" N | 152° 32' 15.3" W  | 03:00, 07:00, 11:00, 15:00, 19:00, 23:00 |
| L       | Ayora (EQA)         | 00° 45' S        | 90° 19' W         | 01:50, 05:50, 09:50, 13:50, 17:50, 21:50 |
| M       | Guayaquil (EQA)     | 02° 17' S        | 80° 01' W         | 02:00, 06:00, 10:00, 14:00, 18:00, 22:00 |
| O       | Honolulu (HWA)      | 21° 26' 13.27" N | 158° 08' 35.66" W | 00:40, 04:40, 08:40, 12:40, 16:40, 20:40 |
| Q       | Long Beach (USA)    | 35° 31' 27.47" N | 121° 03' 42.92" W | 00:45, 04:45, 08:45, 12:45, 16:45, 20:45 |
| W       | Astoria (USA)       | 46° 12' 14.36" N | 123° 57' 20.3" W  | 01:30, 05:30, 09:30, 13:30, 17:30, 21:30 |
| X       | Kodiak (ALS)        | 57° 46' 53.78" N | 152° 32' 15.3" W  | 03:40, 07:40, 11:40, 15:40, 19:40, 23:40 |

490 kHz (national)
| Kennung | Station     | Breite    | Länge     | Sendezeiten (UTC)                        |
| ------- | ----------- | --------- | --------- | ---------------------------------------- |
| A       | Ayora (EQA) | 00° 45' S | 90° 19' W | 00:00, 04:00, 08:00, 12:00, 16:00, 20:00 |

## Navarea 13 – Russland
518 kHz (international)
| Kennung | Station              | Breite           | Länge            | Sendezeiten (UTC)                        | Dist | akt  |
| ------- | -------------------- | ---------------- | ---------------- | ---------------------------------------- | ---- | ---- |
| B       | Kholmsk (RUS)        | 47° 01' 24.8" N  | 142° 02' 42.2" E | 00:10, 04:10, 08:10, 12:10, 16:10, 20:10 | 300  | ja   |
| C       | Murmansk (RUS)       | 68° 51' 56.89" N | 33° 04' 14.74" E | 00:20, 04:20, 08:20, 12:20, 16:20, 20:20 | 300  | ja   |
| F       | Archangelsk (RUS)    | 64° 33' 22.6" N  | 40° 33' 0.1" E   | 00:50, 04:50, 08:50, 12:50, 16:50, 20:50 | 300  | ja   |
| C       | Petropavlosk (RUS)   | 53° 14' 52" N    | 158° 25' 10.1" E | 00:20, 04:20, 08:20, 12:20, 16:20, 20:20 | 300  | nein |
| W       | Astrakhan (RUS)      | 46° 17' 48.1" N  | 47° 59' 52" E    | 03:40, 07:40, 11:40, 15:40, 19:40, 23:40 | 250  | ja   |
| A       | RF Wladiwostok (RUS) | 43° 22' 53.3" N  | 131° 53' 59.5" E | 00:00, 04:00, 08:00, 12:00, 16:00, 20:00 | 230  | ja   |
| G       | RF Okhotsk (RUS)     | 59° 22' N        | 143° 12' E       | 01:00, 05:00, 09:00, 13:00, 17:00, 21:00 | 300  | ja   |
| D       | RF Magadan (RUS)     | 59° 41' N        | 150° 09' E       | 00:30, 04:30, 08:30, 12:30, 16:30, 20:30 | 120  |      |

## Navarea 14 – Neuseeland, Südsee
Keine NAVTEX-Stationen verfügbar.

## Navarea 15 – Chile
518 kHz (international)
| Kennung      | Station            | Breite           | Länge            | Sendezeiten (UTC)   | Dist | akt |
| ------------ | ------------------ | ---------------- | ---------------- | ------------------- | ---- | --- |
| A (englisch) | Antofagasta (CHL)  | 23° 29' 28.8" S  | 70° 25' 29.2" W  | 04:00, 12:00 20:00  | 300  | ja  |
| B (englisch) | Valparaíso (CHL)   | 32° 48' 08" S    | 71° 29' 06" W    | 04:10, 12:10, 20:10 | 300  | ja  |
| C (englisch) | Talcahuano (CHL)   | 36° 42' 54.2" S  | 73° 06' 28.8" W  | 04:20, 12:20, 20:20 | 300  | ja  |
| D (englisch) | Puerto Montt (CHL) | 41° 29' 23.94" S | 72° 57' 27.88" W | 04:30, 12:30, 20:30 | 300  | ja  |
| E (englisch) | Punta Arenas (CHL) | 52° 56' 53.2" S  | 71° 03' 25" W    | 04:40, 12:40, 20:40 | 300  | ja  |
| F (englisch) | Osterinsel (CHL)   | 27° 09' S        | 109° 25' W       | 04:50, 12:50, 20:50 | 300  | ja  |
| G (spanisch) | Osterinsel (CHL)   | 27° 09' S        | 109° 25' W       | 00:50, 08:50, 16:50 | 300  | ja  |
| H (spanisch) | Antofagasta (CHL)  | 23° 29' 28.8" S  | 70° 25' 29.2" W  | 00:00, 08:00, 16:00 | 300  | ja  |
| I (spanisch) | Valparaíso (CHL)   | 32° 48' 08" S    | 71° 29' 06" W    | 00:10, 08:10, 16:10 | 300  | ja  |
| J (spanisch) | Talcahuano (CHL)   | 36° 42' 54.2" S  | 73° 06' 28.8" W  | 00:20, 08:20, 16:20 | 300  | ja  |
| K (spanisch) | Puerto Montt (CHL) | 41° 29' 23.94" S | 72° 57' 27.88" W | 00:30, 08:30, 16:30 | 300  | ja  |
| L (spanisch) | Punta Arenas (CHL) | 52° 56' 53.2" S  | 71° 03' 25" W    | 00:40, 08:40, 16:40 | 300  | ja  |

## Navarea 16 – Peru
518 kHz (international)
| Kennung | Station        | Breite    | Länge     | Sendezeiten (UTC)                        | Dist | akt |
| ------- | -------------- | --------- | --------- | ---------------------------------------- | ---- | --- |
| S       | Paita (PRU)    | 05° 05' S | 81° 07' W | 03:00, 07:00, 11:00, 15:00, 19:00, 23:00 | 200  | ja  |
| U       | Callao (PRU)   | 12° 30' S | 77° 09' W | 03:20, 07:20, 11:20, 15:20, 19:20, 23:20 | 200  | ja  |
| W       | Mollendo (PRU) | 17° 01' S | 72° 01' W | 03:40, 07:40, 11:40, 15:40, 19:40, 23:40 | 200  | ja  |

## Navtex auf 4 MHz (4209,5 kHz)
| Area | Kennung | Station                   | Breite           | Länge            | Sendezeiten (UTC)                        | akt  |
| ---- | ------- | ------------------------- | ---------------- | ---------------- | ---------------------------------------- | ---- |
| III  | M       | Istanbul (TUR)            | 41° 04' N        | 28° 57' E        | 02:00, 06:00, 10:00, 14:00, 18:00, 22:00 | ja   |
| III  | S       | Irakleio (GRC)            | 35° 19'.33N      | 025° 44'.92E     | 03:00, 07:00, 11:00, 15:00, 19:00, 23:00 | ja   |
| IX   | X       | Serapeum (Ismailia) (EGY) | 30° 28' 13.12" N | 032° 22' 00.3" E | 03:50, 07:50, 11:50, 15:50, 19:50, 23:50 | ja   |
| XI   | C       | Nha Trang (VTN)           | 20° 51'.02 N     | 106° 44'.02 E    | 00.20, 04.20, 08.20, 12.20, 16.20, 20.20 | ja   |
| XI   | M       | Haiphong (VTN)            | 20° 51'.02 N     | 106° 44'.02 E    | 02:00, 06:00, 10:00, 14:00, 18:00, 22:00 | ja   |
| XI   | G       | Guangzhou (CHN)           | 23° 09'.33 N     | 113° 30'.62 E    | 01:00, 05:00, 09:00, 13:00, 17:00, 21:00 | ja   |
| XI   | Q       | Shanghai (CHN)            | 31°06'32''N      | 121°32'39''E     | 02:40, 06:40, 10:40, 14:40, 18:40, 22:40 | ja   |
| XI   | S       | Tianjin (CHN)             | 39° 02'.39 N     | 117° 26'.95 E    | 03:00, 07:00, 11:00, 15:00, 19:00, 23:00 | nein |